# نماد V

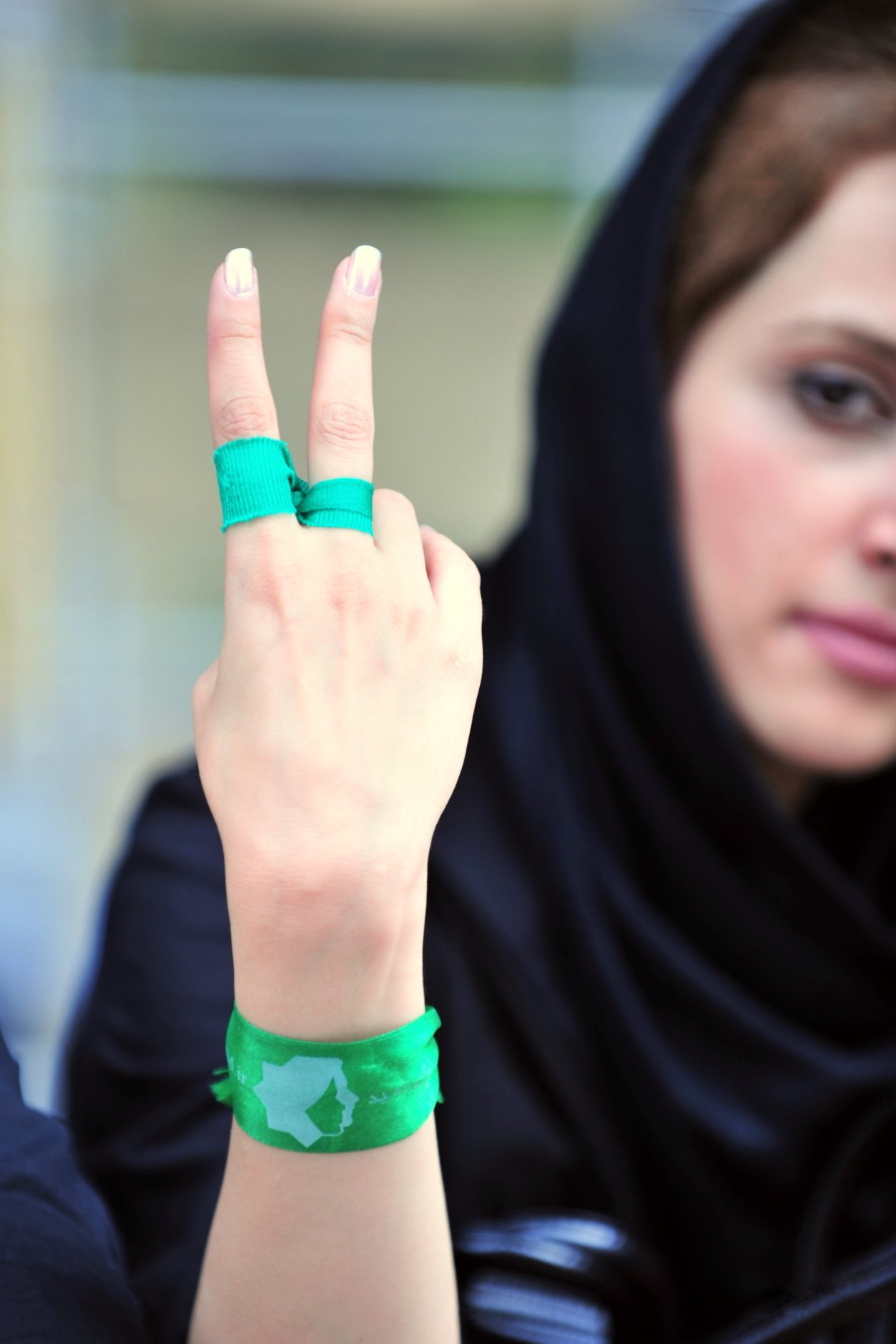
نمایش نماد V توسط یک زن ایرانی

علامت وی یا نشان V (به انگلیسی: V sign) (✌ در یونی‌کد) نوعی ژست دست است که در آن انگشت اشاره و انگشت وسط به صورت جدا شده از یکدیگر بلند می‌شوند در وضعیتی که انگشتان دیگر در هم گره شده‌اند. بسته به زمینه فرهنگی و چگونگی ارائه آن می‌تواند دارای معانی مختلفی باشد.

## کاربردها

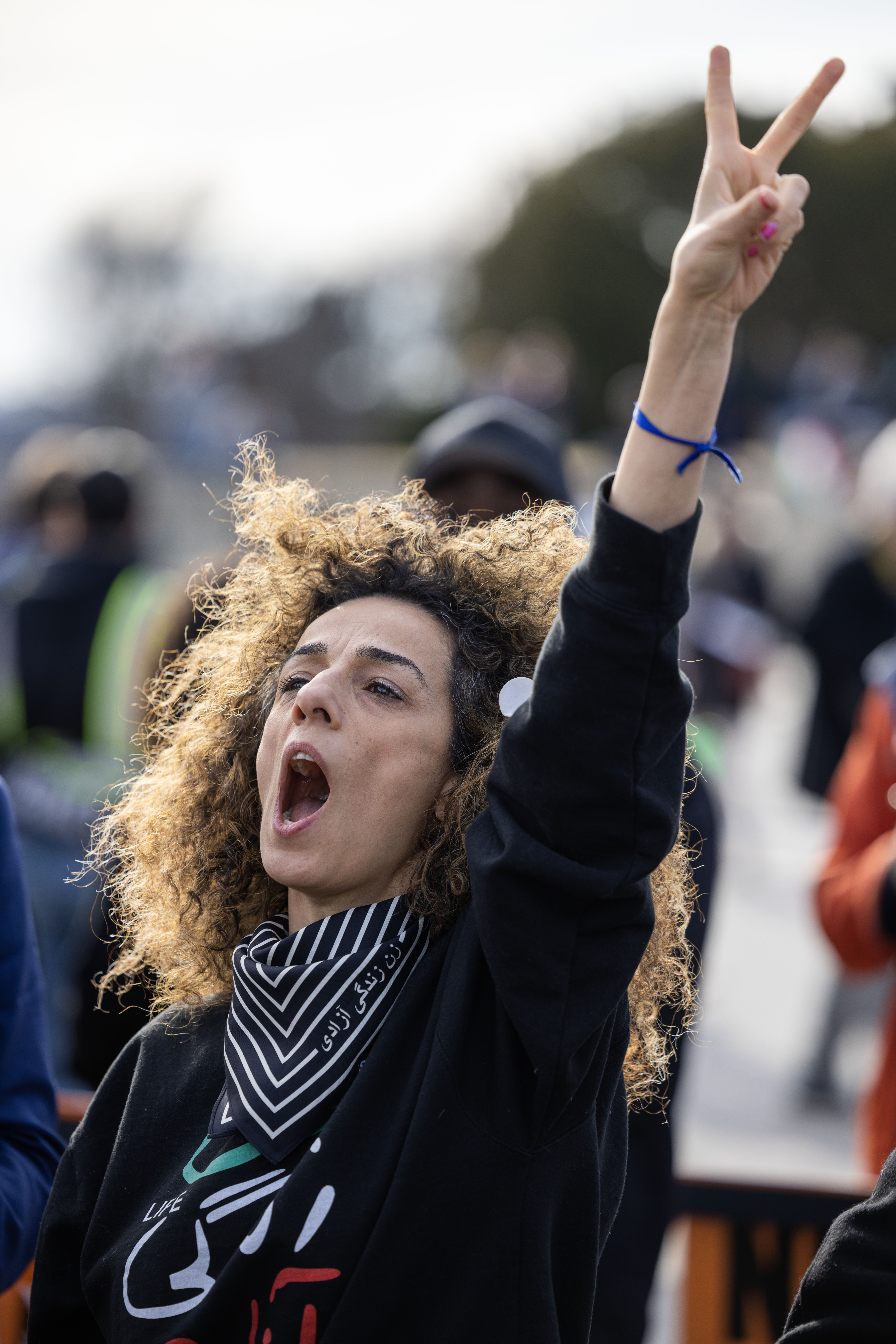
مسیح علی‌نژاد درحال نمایش نماد V، فوریه ۲۰۲۳

معنای علامت V تا حدودی وابسته به شیوه قرار گرفتن دست است: 
- اگر کف دست به سمت شخص اشاره‌کننده و پشت دست به سمت ناظر باشد این می‌تواند نشانه این موارد باشد:
  - توهین. این استفاده تا حد زیادی در استرالیا، ایرلند، نیوزیلند، آفریقای جنوبی و انگلستان محدود شده است.
  - عدد ۲ در زبان اشاره آمریکایی.
- وقتی پشت دست به سمت شخص اشاره‌کننده و روی دست به سمت ناظر باشد، می‌تواند به معانی زیر باشد:
  - عدد ۲ در ارتباطات غیر کلامی.
  - پیروزی. در یک محیط جنگ یا رقابت. برای نخستین بار ویکتور د لاولیه سیاستمدار بلژیکی که از بلژیکی‌ها خواسته بود که این نماد را به عنوان نماد وحدت انتخاب کنند. در ابتدا این نماد عمدتاً در بلژیک مورد استفاده قرار میگرفت، اما به زودی سایر متحدان نماد را کپی برداری کردند. که این گاهی اوقات با استفاده از هر دو دست در دست توسط آیزنهاور استفاده شده‌است و بعداًٌ و در تقلید از او، ریچارد نیکسون، نیز اینکار را انجام داد.
  - صلح یا دوستی. توسط گروه‌های صلح و پادفرهنگ در سراسر جهان استفاده شده و عمومیت یافته‌است.
  - حرف V - که به همراه تلفظ آن در زبان اشاره آمریکایی استفاده می‌شود.
  - علامت ازادی

## نگارخانه

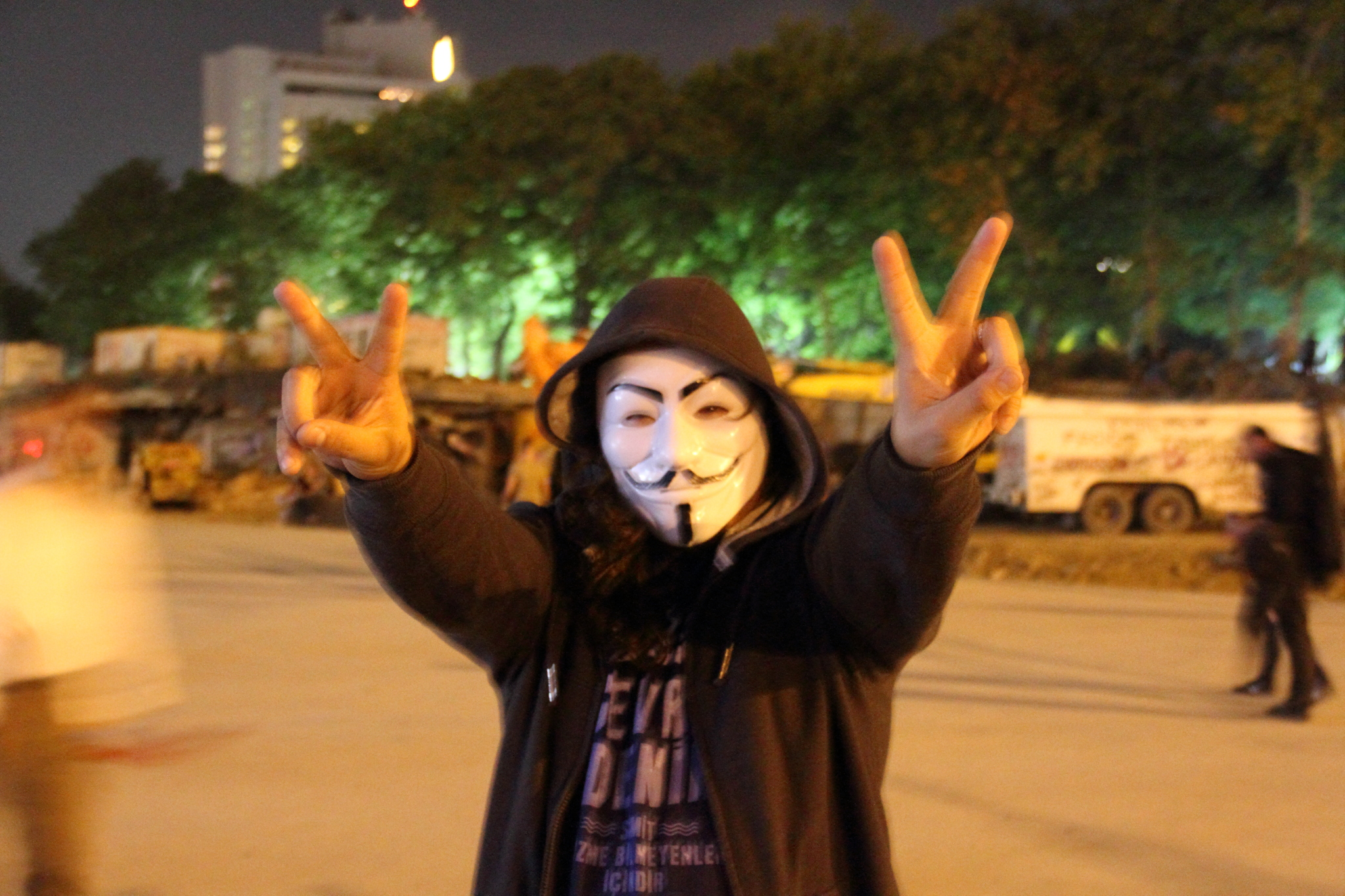
با دو دست
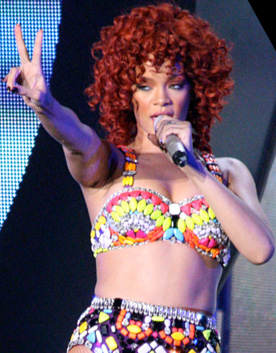
ریانا خواننده باربادوسی
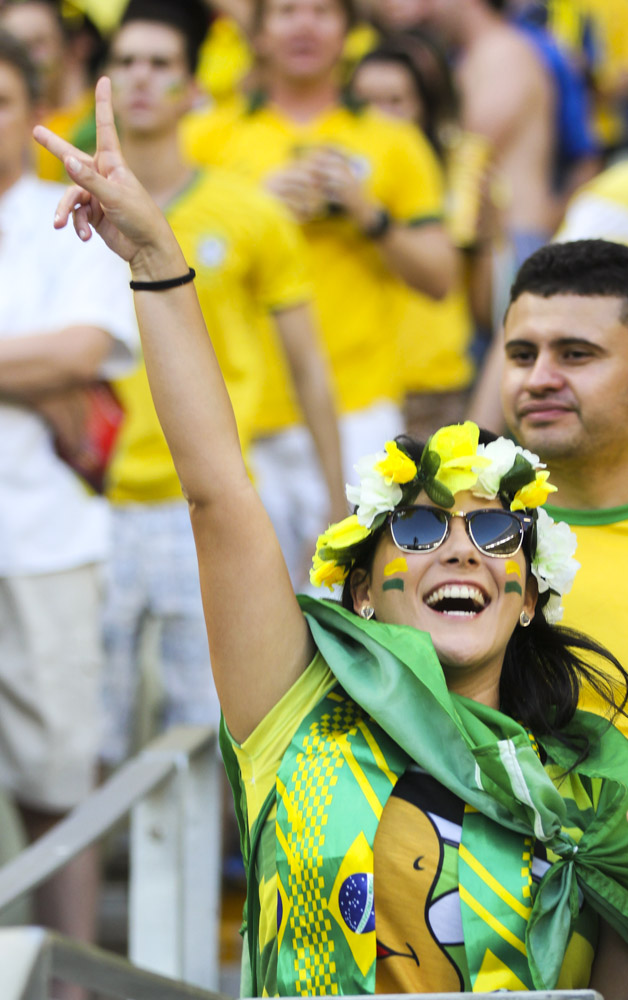
در جام جهانی فوتبال ۲۰۱۴
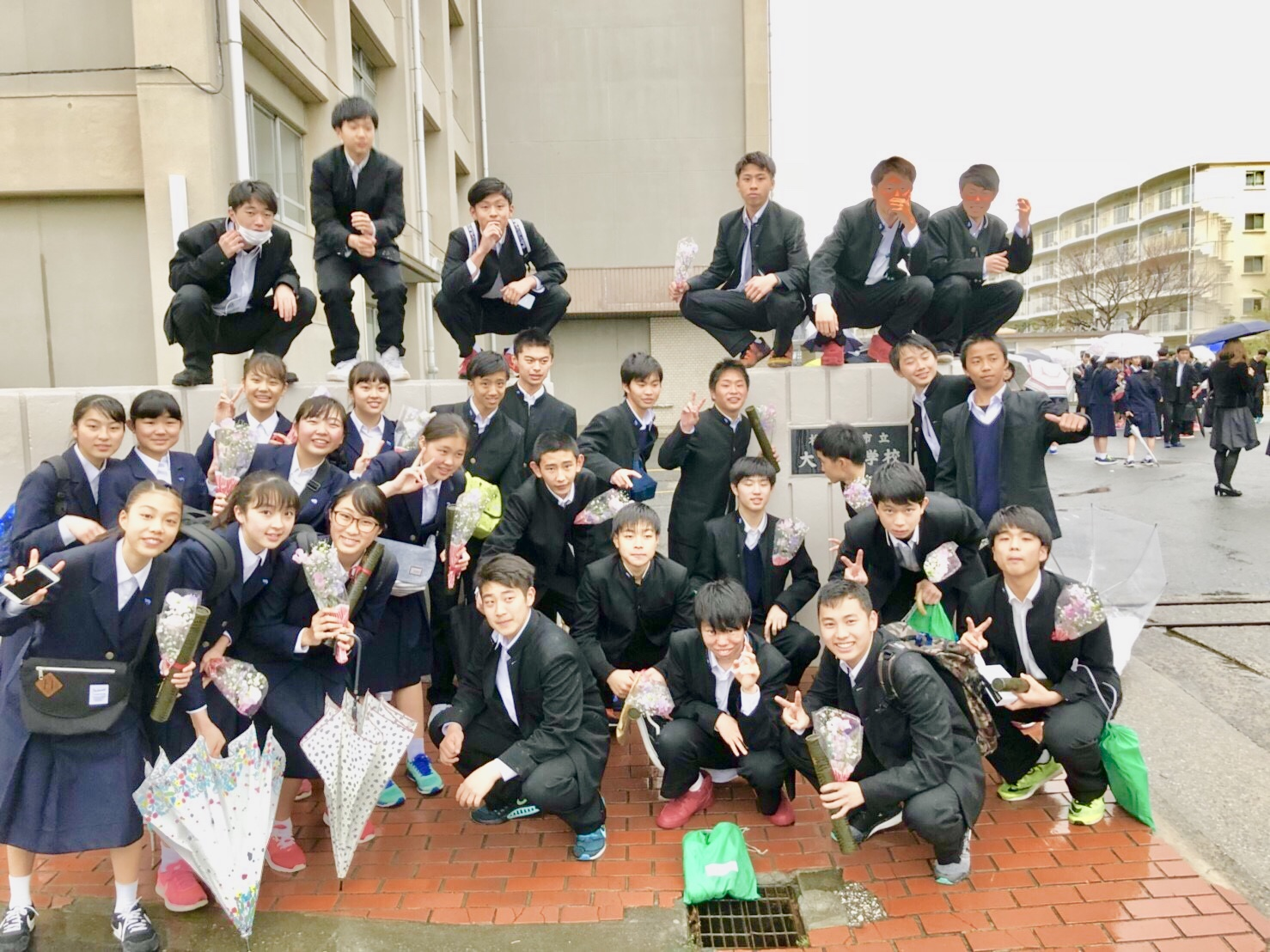
در ژاپن
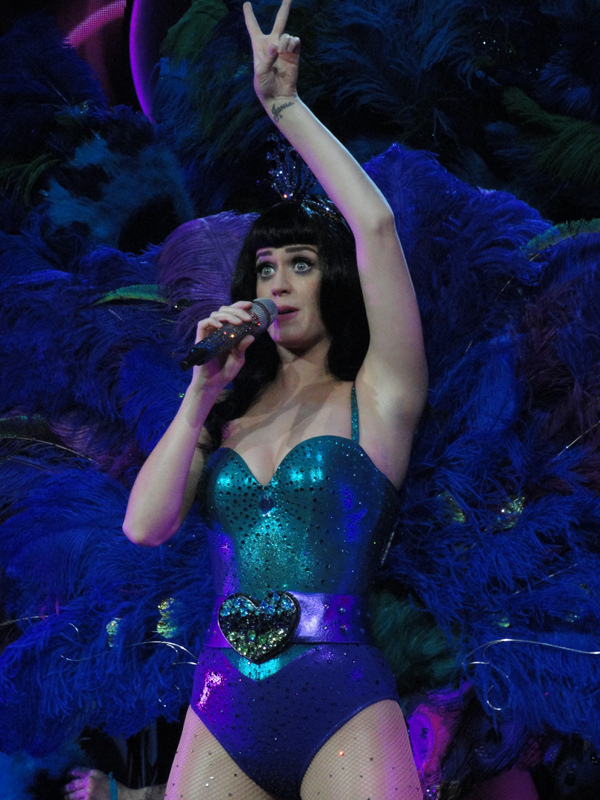
کیتی پری خواننده آمریکایی